# Carlos Ischia
Carlos Luis „Pelado” Ischia (ur. 28 października 1956 w Buenos Aires) – argentyński piłkarz występujący na pozycji pomocnika, reprezentant Argentyny, trener piłkarski.